# Сонячне (Озерський міський округ)
Сонячне (рос. Солнечное) — селище Озерського міського округу, Калінінградської області Росії. Входить до складу Гавриловського сільського поселення.
Населення —  44 особи (2015 рік). 

## Населення
| 2002 | 2010 |
| ---- | ---- |
| 35   | ↗44  |